# Historia (Zeitschrift)
Historia (Untertitel Zeitschrift für Alte Geschichte – Revue d’Histoire Ancienne – Journal of Ancient History – Rivista di Storia Antica) ist eine begutachtete internationale wissenschaftliche Fachzeitschrift für Alte Geschichte, zu der auch eine Fachbuchreihe mit dem Titel Historia – Einzelschriften erscheint. Weltweit gilt die Historia als eines der wichtigsten Journale für ihr Fachgebiet.

## Historia – Zeitschrift
Gegründet wurde die Historia 1950 von Karl Friedrich Stroheker und Gerold Walser, um den Wegfall der Klio, deren Rechte während des Kalten Kriegs bei der DDR lagen, zu kompensieren.
Die Historia, in Deutschland verlegt, ist stark international ausgerichtet, ihre Publikationssprachen sind Deutsch, Englisch, Französisch und Italienisch. In der Regel stammt heute, mit abnehmender Tendenz, höchstens ein Fünftel der Beiträge aus Deutschland, wobei zwischen längeren wissenschaftlichen Abhandlungen („Aufsätze“) und kürzeren Beiträgen („Miszellen“) unterschieden wird. Die dezidiert an ein wissenschaftliches Fachpublikum gerichtete Zeitschrift erscheint vierteljährlich im Stuttgarter Franz Steiner Verlag, jede Teilausgabe hat 128 Seiten. Die Seiten sind dabei fortlaufend nummeriert, da die vier Teillieferungen zusammen einen Band – also etwa Historia, Bd. 64, 2015 – bilden.
Betreut wird die Zeitschrift von einem internationalen Herausgeberkollegium, das  derzeit aus Kai Brodersen, Susanne Froehlich, Henriette van der Bloom, Christelle Fischer-Bovet, Sabine Panzram, Jan Bernhard Meister und Mischa Meier besteht. Zum Advisory Board gehören aktuell Arnaldo Marcone, Bernhard Linke, Aloys Winterling, Martin Jehne, Hans van Wees, Elizabeth A. Meyer und John Scheid. Neben dem Chiron und der Klio ist sie die wichtigste in Deutschland erscheinende Fachzeitschrift für Alte Geschichte, wobei sie das international bedeutendste der drei Journale ist.
Zentrale Themen entstammen den historischen Teilgebieten der klassischen Antike, also dem antiken Griechenland einschließlich des Hellenismus und dem Römischen Reich einschließlich der Spätantike bis etwa 600 n. Chr. Hauptaugenmerk liegt auf der politischen, Ereignis-, Wirtschafts-, Sozial- und Kulturgeschichte. Doch auch andere Probleme aus Randgebieten oder Nachbar- und Hilfswissenschaften wie der Archäologie, Numismatik, Epigraphik, Papyrologie, Rechts-, Religions- und Wissenschaftsgeschichte können Gegenstand der Arbeiten sein.
Jeder eingereichte Beitrag wird anonymisiert und durch mindestens zwei unabhängige Forscher (meist Professoren) begutachtet (Doppelblindgutachten, also ein doppelt verdecktes Gutachten, bei dem Gutachter und Begutachtete einander unbekannt sind; engl. Double-blind peer review). Danach entscheiden die Herausgeber in einem strengen Auswahlverfahren über die Annahme.

## Historia – Einzelschriften
Neben der Zeitschrift werden seit 1956 die ebenfalls sehr renommierten Historia – Einzelschriften in Form von Monographien herausgegeben; oft handelt es sich um Hochschulschriften, teils erscheinen in der Reihe aber auch Aufsatzsammlungen zu einem bestimmten Thema. Der Begutachtungsprozess entspricht dem der Zeitschriftenbeiträge. Aktuell besteht diese Reihe aus über 260 Einzelbänden.